# 八部半 (小说集)
《八部半》是黄昱宁的一部中短篇小说集，收录了八篇小说和一篇非虚构文章。2018年8月由浙江文艺出版社初版。书中描写了城市中产阶级的日常生活，揭示了婚姻生活中灰暗的一面。2019年，该书获宝珀理想国文学奖。

## 内容
集中包括了八篇故事和一篇非虚构作品《海外关系》。《呼叫转移》写导演冯树与学生萧萧发生婚外情，妻子回来后他拉黑了萧萧，然而一个骗子却让他们重新牵绊在一起。萧萧怀孕了，冯让她打胎。而家中妻子则开始与人暧昧。《三岔口》写一对中年夫妇陷入感情危机。妻子在网络感情专家鼓动下出卖肉体，而丈夫也因报复妻子坠入深渊。《幸福触手可及》写即将结婚的萧穑和钱嘉义感情产生裂痕，这时她偶遇谭鲁周，然而幸福却并未如愿降临。集中其他故事还包括《水》、《你或植物》、《水星很忙》、《千里走单骑》、《文学病人》等。

## 分析评价
作者注重细节，以多重视角来展开不同叙事者的心理、立场，其中的一个视角可以引出其他的一个或多个视角。比如《呼叫转移》中，“我”的心被李波扬对非法骗财手段的吹嘘撩动，而引出呼叫转移所牵连的两个对象的故事。不同叙事要素之间，由多样的媒介联系起来。比如《水》中的李小晚和楼上男人便是因为天花板的水声而产生了故事。精巧的叙事和接地气的背景，加深了故事的意涵。
李敬泽认为，黄昱宁是简·奥斯丁式的“姑妈”型作者，视野与读者等同，“她的讲述使如此的热闹尘埃落定，回荡着空旷、静谧、孤独、寻寻觅觅的气息”。毛尖也认为这些故事都是“从一个动作开始，到一种状态结束”。《海外关系》中作者虚构了舅公的海外漂泊史，叙事人处于窥视者的位置，通过丰富细节展现现代中国的演变，继承了张爱玲及奥斯丁的技巧。